# Góry Piłsudskiego
Góry Piłsudskiego (norw. Pilsudskifjella) – grupa górska na południowym Spitsbergenie, pomiędzy Lodowcem Polaków a Lodowcem Zawadzkiego. Najwyższym szczytem jest Ostra Brama o wysokości 1035 m n.p.m. Nazwę nadała w 1934 roku polska ekspedycja naukowa pod kierownictwem Stefana Bernadzikiewicza na cześć żyjącego jeszcze wówczas Józefa Piłsudskiego. 